# Hermann Giliomee
Pour les articles homonymes, voir Buhr.
Hermann Buhr Giliomee (né le 4 avril 1938) est un historien, politologue, auteur et journaliste sud-africain, issu de la communauté afrikaner. Il est l'un des défenseurs du concept de "néo-afrikaners".

## Biographie
Diplômé en histoire de l'université de Stellenbosch et de l'université Yale, il est maitre de conférences à l'université de Stellenbosch de 1967 à 1982 puis professeur au département de sciences politiques de l'université du Cap de 1983 à 2002. 
Cofondateur en 1984 de "Die Suid-Afrikaan", un journal d'opinion en langue afrikaans, il est un chroniqueur régulier dans plusieurs journaux libéraux sud-africains comme Cape Times, Rand Daily Mail mais aussi conservateurs comme Die Burger, Beeld et Volksblad. Ancien militant contre la politique d'apartheid, il est ensuite l'un des plus emblématiques défenseurs de la culture et de la langue afrikaans dans l'Afrique du Sud post-apartheid.
Il fut également président de l'institut sud-africain des relations raciales de 1995 à 1997. 
En 2006, il entre au conseil d'administration de l'université de Stellenbosch, avec 3 autres confrères, en se faisant élire sur une liste soutenue notamment par la "Federasie vir Afrikaanse Kultuurvereniginge" sur une ligne politique résolument hostile à l'introduction de l'anglais dans l'enseignement jusque-là uniquement en afrikaans à l'université de Stellenbosch. Il est alors le fer de lance du concept de "néo-Afrikaners", défenseur d'un volkstaat intellectuel dont le quartier général serait l'université de Stellenbosch. Il s'agit pour ses partisans de reconstruire une identité afrikaner débarrassée des stigmates de l'apartheid et intégré dans une Afrique du Sud post-raciale .